# In vino veritas

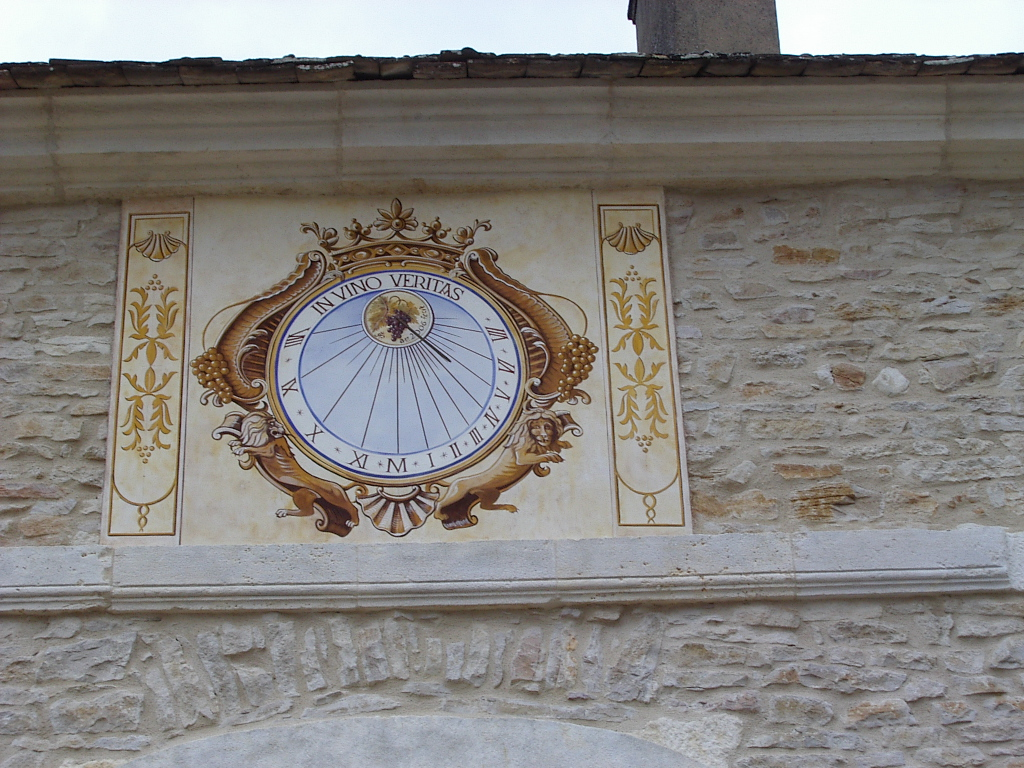
su un orologio solare in Francia (Château de Pommard, Borgogna).

In vino veritas (in greco antico: Ἐν οἴνῳ ἀλήθεια?, En oínō alḗtheia) è un proverbio latino che letteralmente significa: «nel vino è la verità».
Ciò significa che quando una persona è alticcia ha i freni inibitori rilassati e può facilmente rivelare fatti e pensieri veritieri che da sobrio non direbbe mai. Come scrive Orazio, «che cosa non rivela l'ebbrezza? Essa mostra le cose nascoste» e altrove scrive che i re «torturano con il vino colui che essi non sanno se sia degno di amicizia».
Nei Dipnosofisti Ateneo cita Filocoro, il quale afferma che chi si abbandona al vino non solo si scopre, ma dà anche l'occasione agli altri di farsi conoscere per la libertà che il vino ispira: «Di qui il proverbio il vino è verità. Teognide ha anche detto che il vino scopre il pensiero dell'uomo».
Il detto è citato da Plinio il Vecchio.
Nella sua variante greca (in greco antico: Ἐν οἴνῳ ἀλήθεια?, En oínō alḗtheia) è altresì citato, tra gli altri, da Diogeniano e Zenobio.
D'altra parte il proverbio è contraddetto dal fatto che l'eccesso di vino può fare concepire false opinioni. A questo proposito nell'inserire questo antico detto nei suoi Adagia Erasmo da Rotterdam commenta che «non sempre la verità si contrappone alla menzogna, ma talvolta si contrappone alla simulazione» e perciò accade che si dicano in buona fede cose false, aggiungendo anche che si dicano verità pur parlando in modo insincero. Pertanto occorrerebbe distinguere un'ubriachezza sfrenata, che generalmente falsifica la corretta visione della realtà, da una moderata ebbrezza che «elimina la simulazione e l'ipocrisia».
Una filosofia di vita e insieme uno scherzoso paralogismo che l'umanista Sabba da Castiglione attribuì a un non meglio identificato «gran filosofo tedesco» di Basilea, «qui erat maximus doctor potavinus», reciterebbe: «Qui bene bibit et bene comedit, bene dormit, qui bene dormit, non peccat, qui non peccat vadit in paradisum. Ergo si volumus ire in paradisum, bibamus et comedamus egregie».